# Brachytalis punctulatus
Brachytalis punctulatus är en insektsart som beskrevs av Ramos 1957. Brachytalis punctulatus ingår i släktet Brachytalis och familjen hornstritar. Inga underarter finns listade i Catalogue of Life.